# Betzy Akersloot-Berg
Betzy Akersloot-Berg også Betzy Rezora Berg (født 16. december 1850 i Aurskog, Akershus ; død 18. december 1922 i Vlieland i Nederland) var en norsk-nederlandsk maler.
Faren var forretningsmand og familien flyttede til Kristiania, hvor Betzy Berg fik sin første uddannelse.
Som 20-årig flyttede hun til Nord-Norge hvor hun opholdt sig i fem år, forkyndte og arbejdede som sygeplejer blandt samerne.
Tilbage i Kristiania modtog hun før 1890 forskellig undervisning, bl.a. på Den kgl. Tegneskole, tegneundervisning hos arkitekt Andreas Friedrich Wilhelm von Hanno; hun var elev af den norske maler Otto Sinding, den nederlandske marinemaler Hendrik Willem Mesdag og opholdt sig foråret 1890 to måneder i Paris hos Puvis de Chavannes.
I 1893 giftede hun sig med vicekonsul Gooswenius Gerardus Akersloot (1843-1929, nl), og tre år senere købte parret "Tromp's Huys" på øen Vlieland, hvor de boede resten af livet. Huset er i dag museum og udstiller malerier af Akersloot-Berg.
Betzy Akersloot-Berg brugte en særlig 'malerkasse' som et slags mobilt atelier. En udstilling i Nord-Norge brugte 'malerkassen' som "maktkritisk kunststunt".
| - Akersloot-Bergs mobile atelier, 'malerkassen' og hendes gravsten - Akersloot-Berg stående ved sit mobile atelier, 'malerkassen' - Akersloot-Berg siddende i sit mobile atelier, 'malerkassen' - Gravsten på Kerkhof Vlieland |

Før 1893 signerede hun sine værker B.B., derefter B.A.-B og daterede sjældent sine malerier.
| - Værker af Betzy Rezora Berg / Betzy Akersloot-Berg - Kystlandskab fra 1879 (Betzy Rezora Berg) - Fra Lofoten - Nordsøstrand - Kystparti - Kirkegård med gravmarkeringer fra hvaler - Oost-Vlieland - Nordsøkysten, radering - Fisker - Akersloot-Bergs atelier på øen Vlieland |